# Grabówiec (powiat lipnowski)
Grabówiec – wieś w Polsce, w województwie kujawsko-pomorskim, w powiecie lipnowskim, w gminie Skępe.
Do 2023 miejscowość była kolonią wsi Kukowo.
W latach 1975–1998 kolonia administracyjnie należała do województwa włocławskiego.